# Ormosia sequoiarum
Ormosia sequoiarum là một loài ruồi trong họ Limoniidae. Chúng phân bố ở miền Tân bắc.